# Sankt Nikolai im Sausal
Sankt Nikolai im Sausal, St. Nikolai im Sausal – gmina targowa w Austrii, w kraju związkowym Styria, w powiecie Leibnitz. Liczy 2210 mieszkańców (1 stycznia 2015).